# Agrochira tridens
Agrochira tridens är en tvåvingeart som beskrevs av Ian David Whittington 2003. Agrochira tridens ingår i släktet Agrochira och familjen bredmunsflugor.
Artens utbredningsområde är Tanzania. Inga underarter finns listade i Catalogue of Life.